# Dihtearivka, Novhorod-Siverskîi
Dihtearivka (în ucraineană Дігтярівка) este localitatea de reședință a comunei Dihtearivka din raionul Novhorod-Siverskîi, regiunea Cernihiv, Ucraina.

## Demografie
Componența lingvistică a localității Dihtearivka
     Ucraineană (98,63%)
     Rusă (1,22%)
     Alte limbi (0,15%)
Conform recensământului din 2001, majoritatea populației localității Dihtearivka era vorbitoare de ucraineană (98,63%), existând în minoritate și vorbitori de rusă (1,22%).